# Silvana Paletti
Silvana Paletti, slovenska pesnica in pisateljica, * 23. oktober 1947, Rezija, Italija.
Palettijeva je doma v dolini Rezije. Piše v slovenskem rezijanskem narečju. Njeno najbolj znano delo je trojezična pesniška zbirka Rozajanski serčni romonenj/La lingua resiana del cuore/Rezijanska srčna govorica (Ljubljana: ZRC SAZU, 2002), kjer je objavila pesmi v slovenščini, italijanščini in rezijanskem narečju.
2021 je prevedla svetovno znan francoski roman Mali princ Antoinea de Saint-Exupéryja v rezijanščino s pomočjo Malinke Pila.
Leta 2023 je v Celju prejela Zlatnik poezije za življenjsko delo.